# Юденич, Алексей
Алексей Юденич (англ. Alexei Yudenich; 5 июля 1943, Сараево — 25 января 1990) — американский артист балета.
С 1961 года учился в Школе оперы и балета в Сараево. Выступал в Загребском театре оперы и балета. На балетном фестивале в Австрии был замечен специалистами из Англии и США и получил приглашения в Балет Пенсильвании и в Лондонский фестивальный балет, решив, что примет приглашение той труппы, которая быстрее пришлёт ему визу. В 1964—1972 гг. солист Балета Пенсильвании в Филадельфии, затем провёл один сезон как солист Национального балета Канады. Основной партнёршей Юденича была Барбара Сандонато, ставшая также его женой; их дочь Габриэлла Юденич — также прима-балерина Балета Пенсильвании. В 1970 году в дуэте с женой принял участие в Международном конкурсе артистов балета в Варне, получив вторую премию от жюри под председательством Галины Улановой.
Завершив танцевальную карьеру, вернулся в Пенсильванию в качестве балетного педагога.
Умер от рака.